# Delphos (Ohio)
Delphos é uma cidade localizada no estado norte-americano de Ohio, no Condado de Allen e Condado de Van Wert.

## Demografia
Segundo o censo norte-americano de 2000, a sua população era de 6944 habitantes.
Em 2006, foi estimada uma população de 6816, um decréscimo de 128 (-1.8%).

## Geografia
De acordo com o United States Census Bureau tem uma área de
7,5 km², dos quais 7,5 km² cobertos por terra e 0,0 km² cobertos por água. Delphos localiza-se a aproximadamente 237 m acima do nível do mar.

## Localidades na vizinhança
O diagrama seguinte representa as localidades num raio de 16 km ao redor de Delphos.